# Anzex
Anzex település Franciaországban, Lot-et-Garonne megyében. Lakosainak száma 325 fő (2022. január 1.). Anzex Leyritz-Moncassin, Caubeyres, Fargues-sur-Ourbise, La Réunion és Villefranche-du-Queyran községekkel határos.

## Népesség
A település népességének változása:
| Lakosok száma | 247  | 216  | 266  | 259  | 307  | 312  | 313  | 311  | 310  | 325  |
|               | 1968 | 1982 | 1990 | 2006 | 2013 | 2015 | 2017 | 2019 | 2020 | 2022 |